# Барандов Студио
„Барандов Студио“ (на чешки: Barrandov Studio) е филмово студио в Прага, Чехия, най-голямото в страната.
Основано е през 1921 година от Милош и Вацлав Хавел (чичо и баща на бъдещия чешки президент Вацлав Хавел) и получава името на пражкия квартал Барандов, в който е разположено. Първият филм на студиото излиза през март 1933 г. и е на режисьора Сватоплук Инеман. След налагането на комунистическия режим е национализирано и се превръща в център на чехословашката филмова индустрия, като сред множеството заснети филми са наградените с „Оскар“ „Магазин на главната улица“ („Obchod na korze“, 1965) и „Строго охранявани влакове“ („Ostře sledované vlaky“, 1966). След период на упадък през 90-те години, студиото отново разширява дейността си със снимки на чуждестранни продукции.

## Избрана филмография
- „Бягство от сенките“ („Útek ze stínu“, 1959)
- „Майски звезди“ („Майские звёзды“, 1959)
- „Магазин на главната улица“ („Obchod na korze“, 1965)
- „Строго охранявани влакове“ („Ostře sledované vlaky“, 1966)
- „Маркета Лазарова“ („Marketa Lazarová“, 1967)
- „Шегата“ („Žert“, 1969)
- „Езоп“ (1970)
- „Валерия и нейната седмица на чудеса“ („Valerie a týden divů“, 1970)
- „Тайната на Аполония“ (1984)
- „Трето полувреме“ („Трето полувреме“, 2012)